# 알파 콩데
알파 콩데(프랑스어: Alpha Condé, 문화어: 알파 꼰데, 1938년 3월 4일~)는 기니의 정치인으로, 2010년부터 2021년까지 대통령을 역임했고, 현재 기니 인민단합당(RPG)을 이끌고 있었다. 하지만 2021년 9월 5일, 알파 콩데 정권에 대한 쿠데타가 발생하여 정권이 붕괴되고 콩데는 기니 공화국군에게 구금되었다.
1938년 프랑스령 기니의 보케에서 만딩고족으로 태어났으며, 파리 대학교에서 정치학 교수를 지냈다. 1993년과 1998년 대선에 출마했으나 란사나 콩테에게 패했다. 2010년 7월 18일 열린 1차 대선에서 18.25%를 득표해 셀루 달랭 디알로에게 뒤졌으나, 11월 7일 열린 2차 선거에서 52.52%를 득표해 대통령으로 당선되었다.
2021년 9월 5일, 쿠데타가 일어나 무장 특수부대 병력에 의해 축출되었다.
2022년 12월 9일, 미 재무부는 부패 및 인권 침해 행위로 제재 대상이 된 40명 이상의 인물 목록을 발표했다. 해외자산통제국(OFAC)의 표적 중 재무부의 재무통제기관은 알파 콘데(Alpha Condé)이다.

## 학력
15세에 프랑스로 이주하여 고등학교를 졸업하였다. 파리 1대학 법학 석사 및 박사학위를 취득하였다.

## 경력
- 1950년대 - 파리 유학시절, 학생연합운동을 통한 기니 독립운동을 하였다.
- 1970년 - 반정부 인사로 지목, 사형선고 이후 프랑스로 망명하여 파리 1대학 조교수를 역임하였다.
- 1977년 - 민주국민운동(MND) 창설을 통한 민주화 운동을 지속하였다.
- 1993년 - 대통령 선거에 출마하였으나 낙선하였다.
- 1998년 - 대통령 선거에 출마하였으나 선거 전날 국가전복기도 혐의로 구속되었다.
- 2000년 - 국가전복기도 및 불법출국시도로 징역 5년형을 선고받았다.
- 2001년 - 정계은퇴 조건으로 대통령 특사로 석방되어 프랑스로 출국하였다.
- 2005년 - 기니로 귀국하였다.
- 2010년 12월 - 2008년 콩테 대통령 사망에 따른 민주선거로 대통령에 취임하였다.
- 2011년 7월 - 전 군부 세력에 의한 대통령 암살시도가 있었으나 실패하였다.
- 2015년 - 재선에 성공하였다.
- 2020년 - 3선 연임에 성공하였다.
- 2021년 9월 5일 - 군부가 쿠데타를 일으켜 정부와 헌법을 해산하고, 대통령직에서 축출되었다.

## 역대 선거 결과
| 선거명      | 직책명        | 대수 | 정당           | 1차 득표율 | 1차 득표수  | 2차 득표율 | 2차 득표수  | 결과 | 당락 |
| ----------- | ------------- | ---- | -------------- | ---------- | ----------- | ---------- | ----------- | ---- | ---- |
| 1993년 선거 | 기니의 대통령 | 2대  | 기니인민단합당 | 19.55%     | 407,221표   |            |             | 2위  | 낙선 |
| 1998년 선거 | 기니의 대통령 | 2대  | 기니인민단합당 | 16.58%     | 429,934표   |            |             | 3위  | 낙선 |
| 2003년 선거 | 기니의 대통령 | 2대  | 기니인민단합당 |            |             |            |             |      | 없음 |
| 2010년 선거 | 기니의 대통령 | 4대  | 기니인민단합당 | 18.25%     | 323,406표   | 52.52%     | 1,474,973표 | 1위  |      |
| 2015년 선거 | 기니의 대통령 | 4대  | 기니인민단합당 | 57.85%     | 2,285,827표 |            |             | 1위  |      |
| 2020년 선거 | 기니의 대통령 | 4대  | 기니인민단합당 | 59.50%     | 2,438,815표 |            |             | 1위  |      |